# Andrei Dumitraș
Andrei Dumitraș (n. 23 ianuarie 1988, Pomârla, România) este un fotbalist român retras din activitate, care a jucat pe post de fundaș la echipe ca CSM Roman, Ceahlăul și CSU Craiova. După încheierea carierei, a devenit antrenor.